# Liefde en Geluk (film)
Liefde en Geluk is een Nederlandse speelfilm die in september 1997 op het Nederlands Film Festival in première ging. Het experimentele drama is geschreven door Erik E. de Vos, en werd geregisseerd door Minne Kavoulis. Hoofdrollen worden vertolkt door Anne Cavadino, Sebastiaan Labrie en Ad Knippels. De soundtrack werd gemaakt door de Australische cult-held Ed Kuepper.
In Liefde en Geluk wordt het verhaal verteld van een jonge vrouw (Anne Cavadino) die tijdens haar zoektocht naar ware liefde in een driehoeksrelatie terechtkomt.
De lowbudgetfilm werd opgenomen van juli 1996 tot en met mei 1997. Het Nederlands Fonds voor de Film gaf een kleine afwerkingssubsidie. Uiteindelijk bedroeg het budget minder dan 80.000 gulden. Filmdistributeur Het Filmmuseum nam de film onder haar hoede, waarna Liefde en Geluk zijn eerste openbare voorstellingen beleefde tijdens het Nederlands Film Festival in 1997. In de roddelrubriek van het gratis verspreidde filmblad De Filmkrant werd een anonieme campagne gevoerd tegen de film en de door het Filmfonds verstrekte subsidie. Het duurde uiteindelijk tot 1999 voordat Liefde en Geluk in een beperkte roulatie vertoond werd in de Amsterdamse bioscoop Kriterion. De recensies waren zodanig negatief, dat de regisseur in het programma van Eddy Zoëy op tv-zender BNN uitleg kwam geven.
Na het onsuccesvolle bioscooproulement werd Liefde en Geluk in Engeland op video uitgebracht, waar de film een bescheiden cultstatus verwierf.